# De Keut
De Keut is een monumentale boerderij aan de Huddingweg nabij de Gelderse plaats Huinen in de gemeente Putten.

## Beschrijving
De boerderij dateert volgens een gevelsteen uit 1783. De symmetrisch gevormde voorgevel heeft in het midden twee grote vensters, elk met 20 ruitjes. Ter weerszijden bevinden zich twee kleinere ramen met negen ruitjes en erboven twee kleine ramen met vier ruitjes. De onderste vensters zijn voorzien van luiken. Het pand heeft een met riet en pannen gedekt wolfsdak. De Veluwse boerderij is erkend als rijksmonument. De deel van de boerderij werd in 1884 vernieuwd.